# Psephenus murvoshi
Psephenus murvoshi là một loài bọ cánh cứng trong họ Psephenidae. Loài này được Brown miêu tả khoa học đầu tiên năm 1970.